# Graham Taylor
Graham Taylor (OBE) (født 15. september 1944 i Worksop, England, død 12. januar 2017) var en engelsk fodboldspiller og senere træner, bedst kendt for mellem 1990 og 1993 at stå i spidsen for Englands landshold. Han var også i en årrække manager i blandt andet Watford og Aston Villa.
Som aktiv spillede Taylor som forsvarer hos henholdsvis Grimsby og Lincoln City. Hans tid som engelsk landstræner var ikke præget af stor succes, idet hans eneste slutrunde, EM i 1992 i Sverige endte med at englænderne blev slået ud efter den indledende runde. Da holdet også missede kvalifikationen til VM i 1994 trådte Taylor tilbage fra posten.